# Пелярино, Джакомо
Джакомо (Яков Дмитриевич) Пелярино (греч. Ιάκωβος Πυλαρινός, итал. Jacopo Pilarino; 9 января 1659, Ликсурион, Paliki Municipal Unit — 18 июня 1718, Падуя) — итальянский врач и дипломат греческого происхождения.

## Биография
Джакомо Пелярино родился 9 января 1659 года в Ликсурионе малом городе на греческом острове Кефалиния. Изучал медицину в Падуанском университете, там же получил докторский диплом, затем отправился в Кандию, а оттуда в Константинополь. 
В Константинополе Пелярино прослужил 6 лет, после чего переехал в Бухарест к господарю Валахии, князю Шербану Кантакузену, у которого прослужил четыре года. 
Приглашённый царем на русскую службу в одно время с доктором Карбонарием, он приехал в Россию в 1690 году и, по-видимому, предназначался в придворные врачи; пробыв два года в Москве, он был отпущен в Венецию и отправился туда в 1692 году вместе с дворянином Петром Васильевичем Посниковым, который впоследствии стал известным врачом. 
Уволенный из русской службы Джакомо Пелярино поехал в Левант и сделался венецианским консулом в Смирне и Египте; последние года своей жизни он прожил в Венеции, а умер в Падуе 18 июня 1718 года. 
Яков Пелярино был первым из европейских врачей, поднявших вопрос об инокуляции; он обнародовал открытый им способ прививки от оспы в сочинении: «Nova et tuta variolas excitandi per transplantationem methodus»; кроме того, он напечатал: «La medicina divensa overa riflessi di disinganni sopra, nuovi sentimenti contenuti vel libro intitulato: Il mondo ingannato de falsi Medici».